# Axel (geometri)
Axel betecknar inom geometrin en rät linje till viken en punkt eller ett annat geometriskt objekt står i något speciellt förhållande. Begreppet används ofta som slutled i en sammansättning med en definierande förled som beskriver vilken typ av förhållande det gäller, men om detta framgår av sammanhanget utelämnes ofta förleden och "axel" används ensamt. Några vanliga exempel:
- Koordinataxel: En rät linje i ett koordinatsystem till vilken punkter (eller andra objekts) lägen kan anges. Exempelvis x- och y-axlarna i ett tvådimensionellt kartesiskt koordinatsystem (eller x-, y- och z-axlarna i ett tredimensionellt sådant). Även de reella och imaginära axlarna i ett komplext koordinatsystem. Jämför även begrepp som  tidsaxel och värdeaxel.
- Rotationsaxel: En rät linje kring vilken en kropp roterar (eller kan tänkas rotera).
- Symmetriaxel: En rät linje genom vilken en (vanligtvis, men ej nödvändigtvis, tvådimensionell) geometrisk figur avbildas på sig själv genom spegling. Kan också avse axeln kring vilken en rotationssymmetrisk kropp eller figur kan roteras och avbildas på sig själv.
- Längdaxel (ibland huvudaxel)': avser inom geometrin vanligen en rät linje som förbinder de från varandra mest avlägsna punkterna på en geometrisk figur eller kropp.
- Storaxel och lillaxel hos en ellips. Se även hyperbel (som har två axlar, liksom ellipsen, kallade transversal- respektive konjugataxel) och parabel (som har en axel - och om man roterar parabeln runt denna får man en paraboloid).
- Den gemensamma skärningslinjen för ett planknippe kallas planknippets axel.